# Syngnathus acus
La aguja de mar, agujón, gran aguja o pez mular (Syngnathus acus) es una especie de pez singnatiforme de la familia Syngnathidae.

## Descripción
El pez aguja de mar tiene un cuerpo blindado largo y segmentado, angular en sección transversal y que se extiende hasta 45 cm de largo con su apariencia rígida. Tiene un color que va del marrón al verde con una amplia tonalidad clara y oscura alterna a lo largo de él. Se caracteriza por un hocico largo con boca en punta y una ligera joroba en la parte superior del cuerpo justo detrás de los ojos.
El pez es generalmente de 33 cm a 35 cm de longitud con una longitud máxima reportada de 47 cm. Son casi cuadrados en cada segmento del cuerpo y se sabe que se sienten rígidos cuando se manipulan. El pez aguja grande tiene anillos corporales distintivos que son de color marrón arena con barras oscuras que cubren su cuerpo en el medio.

## Morfología
Los machos pueden alcanzar 50 cm de longitud total.

## Reproducción
Es ovovivíparo y el macho transporta los huevos en una bolsa ventral, la cual se encuentra debajo de la cola.

## Hábitat
Es un pez demersal y de clima subtropical  que vive entre 90-110 m de profundidad.

## Distribución
Se encuentra desde Noruega, las Islas Feroe y las islas británicas hasta el Sáhara Occidental y Senegambia (incluyendo el Mediterráneo, el Mar Egeo y el Mar Negro), y desde Namibia hasta el Cabo de Buena Esperanza y Zululandia.

## Galería de imágenes

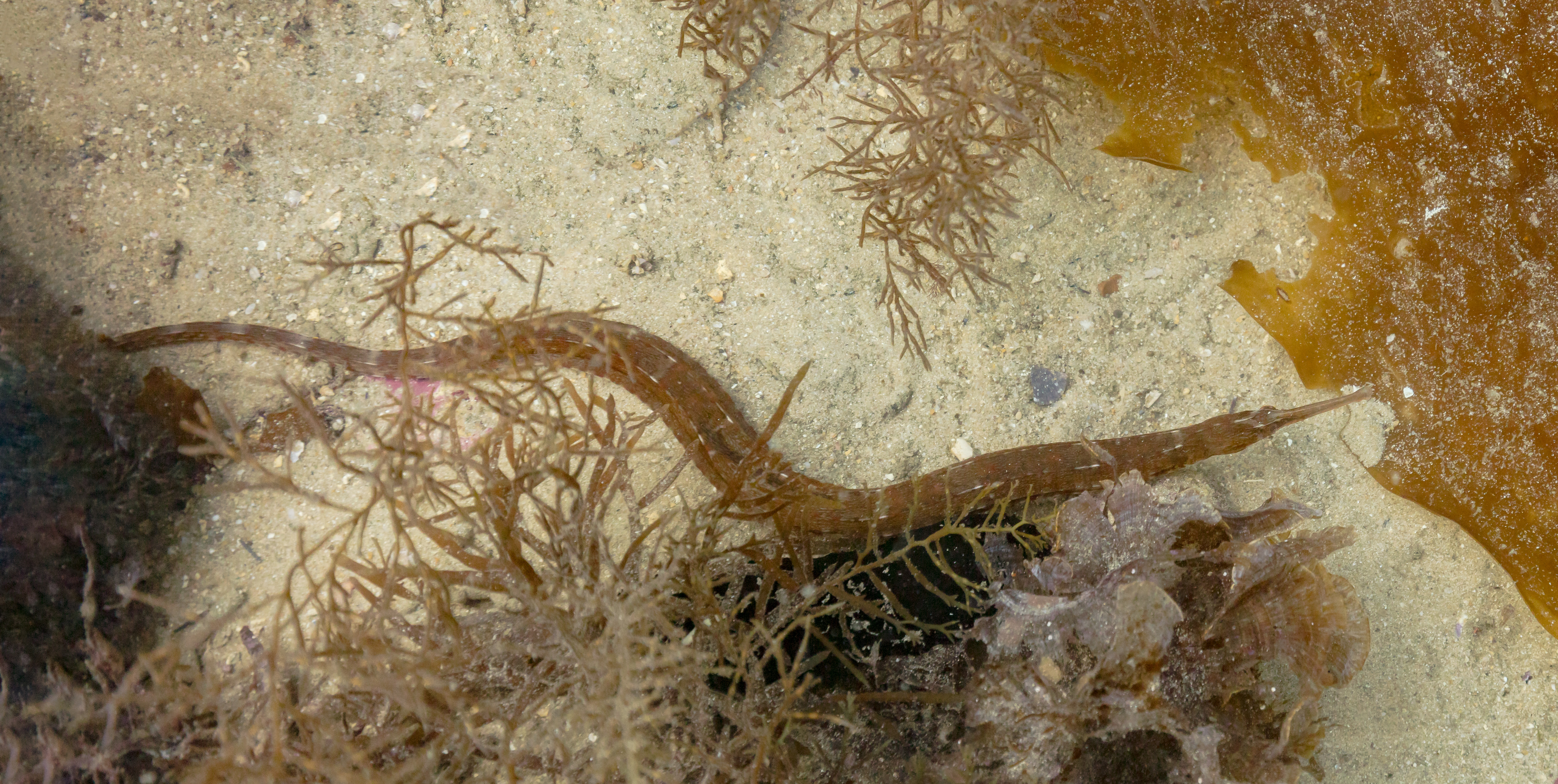
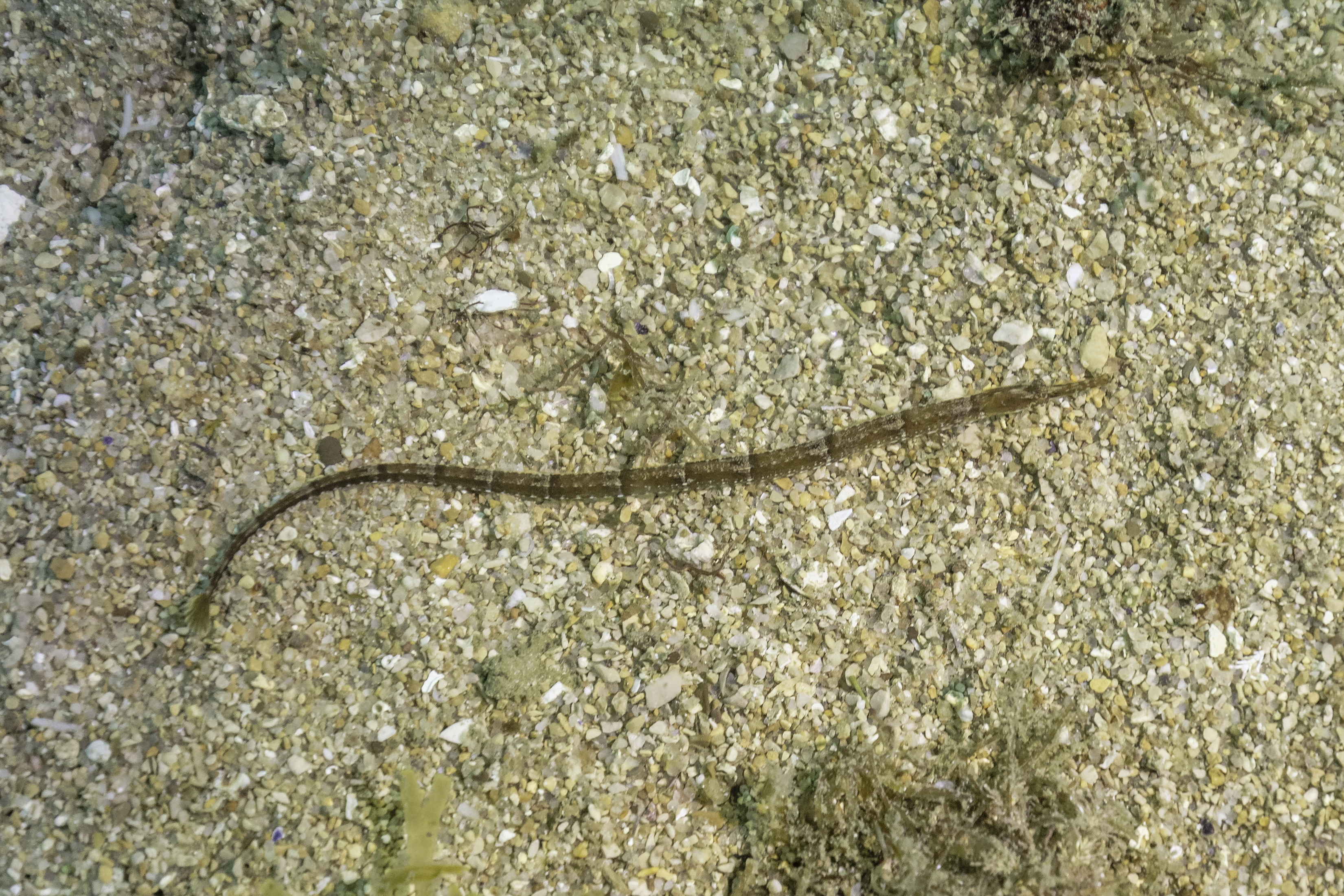
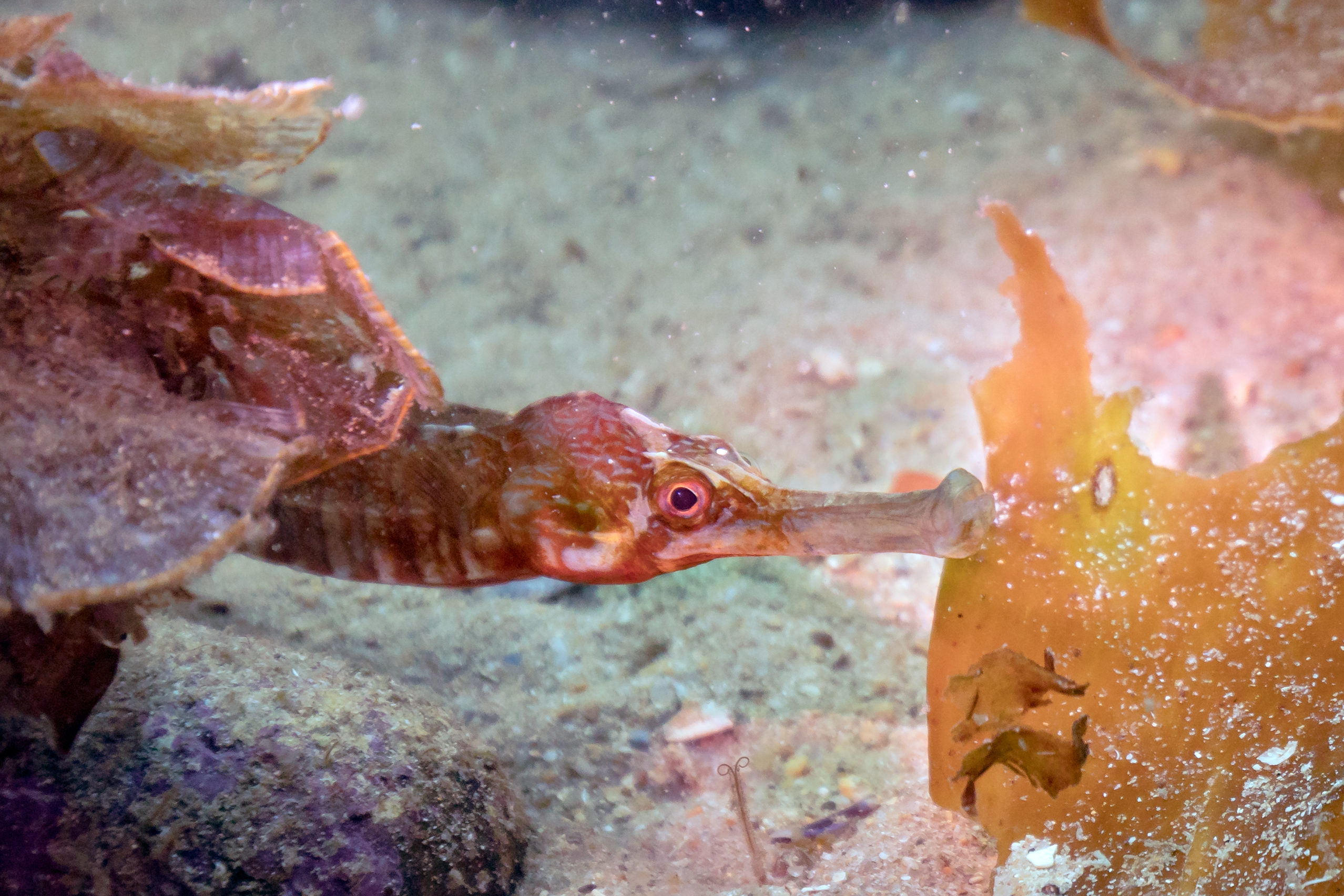
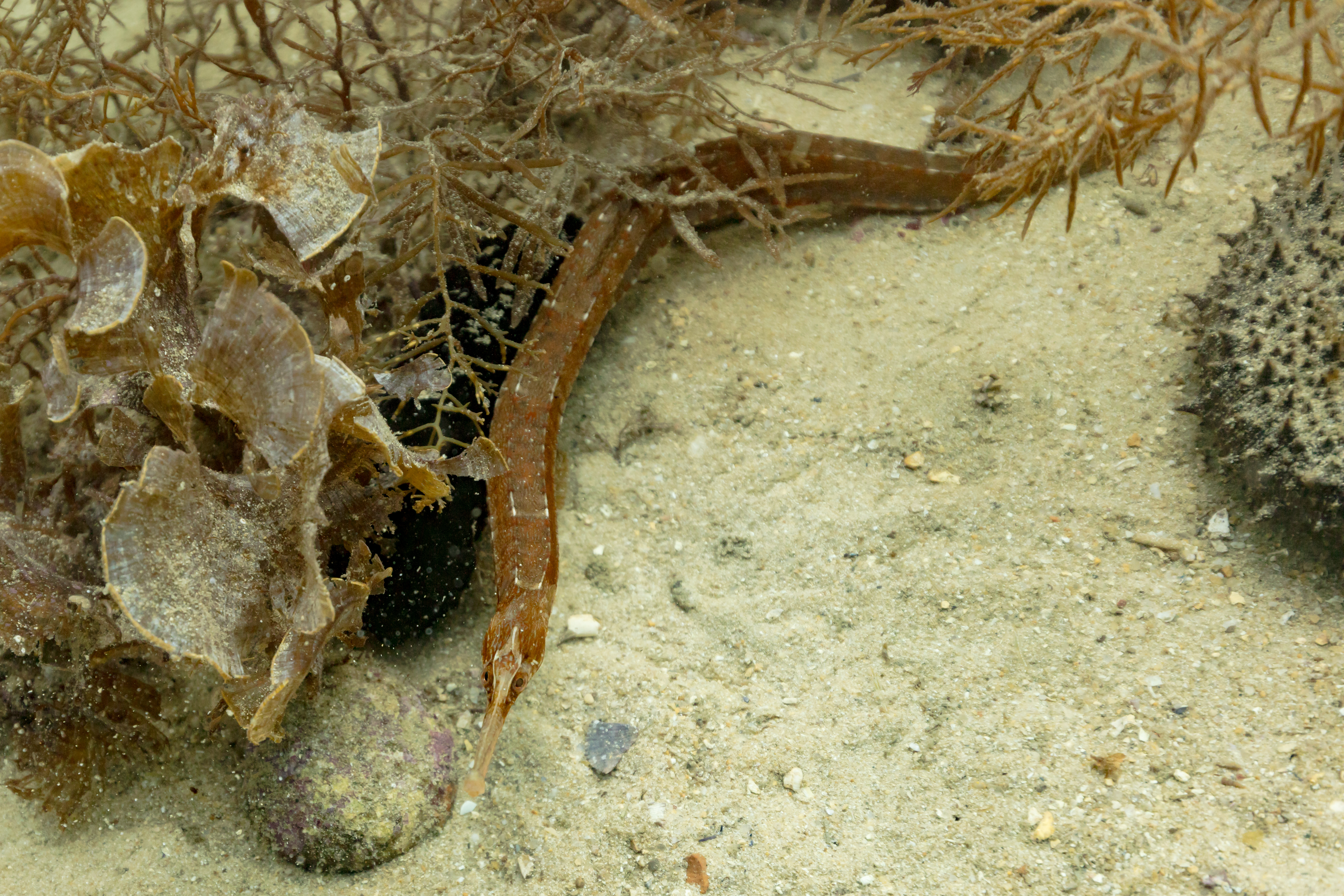
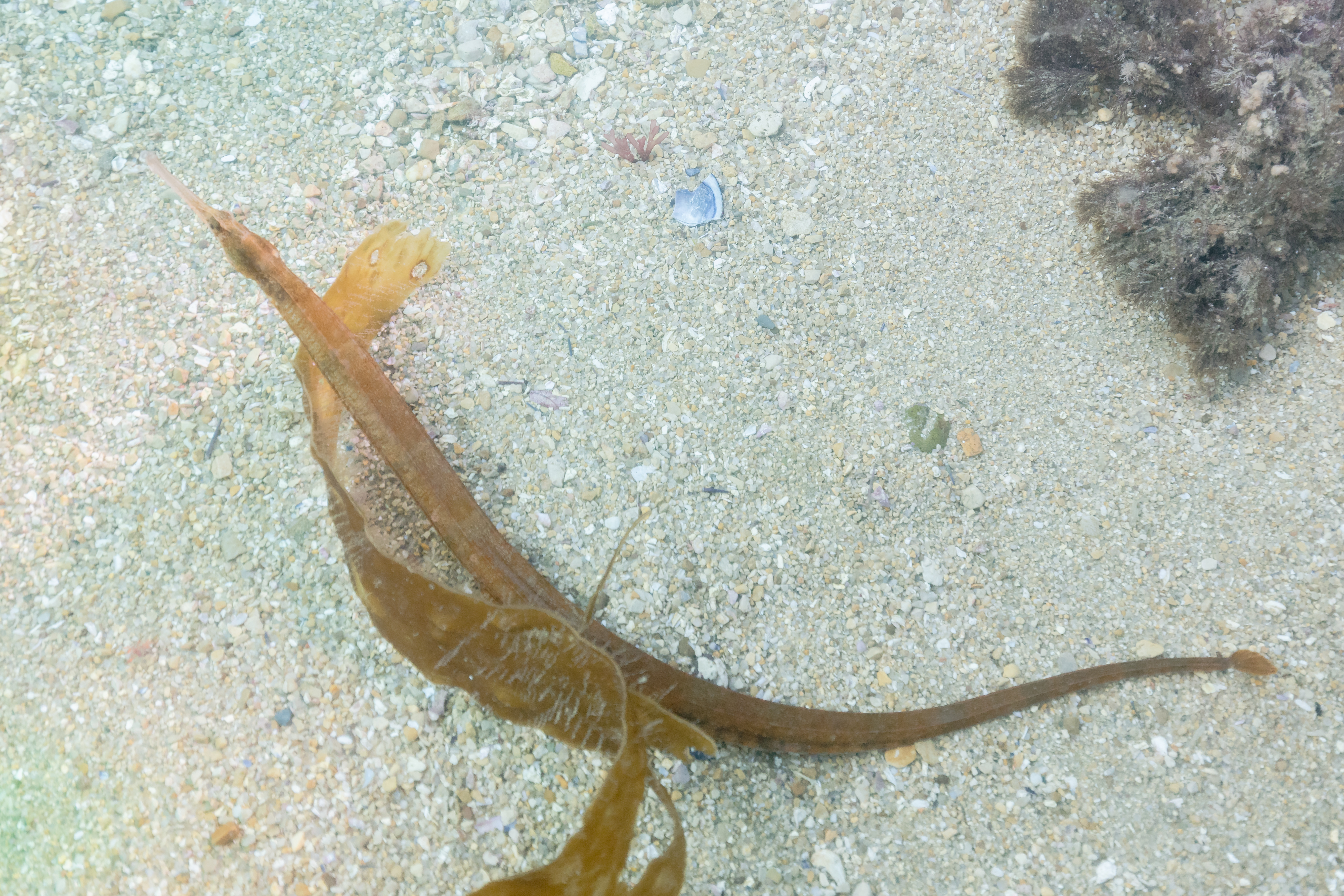
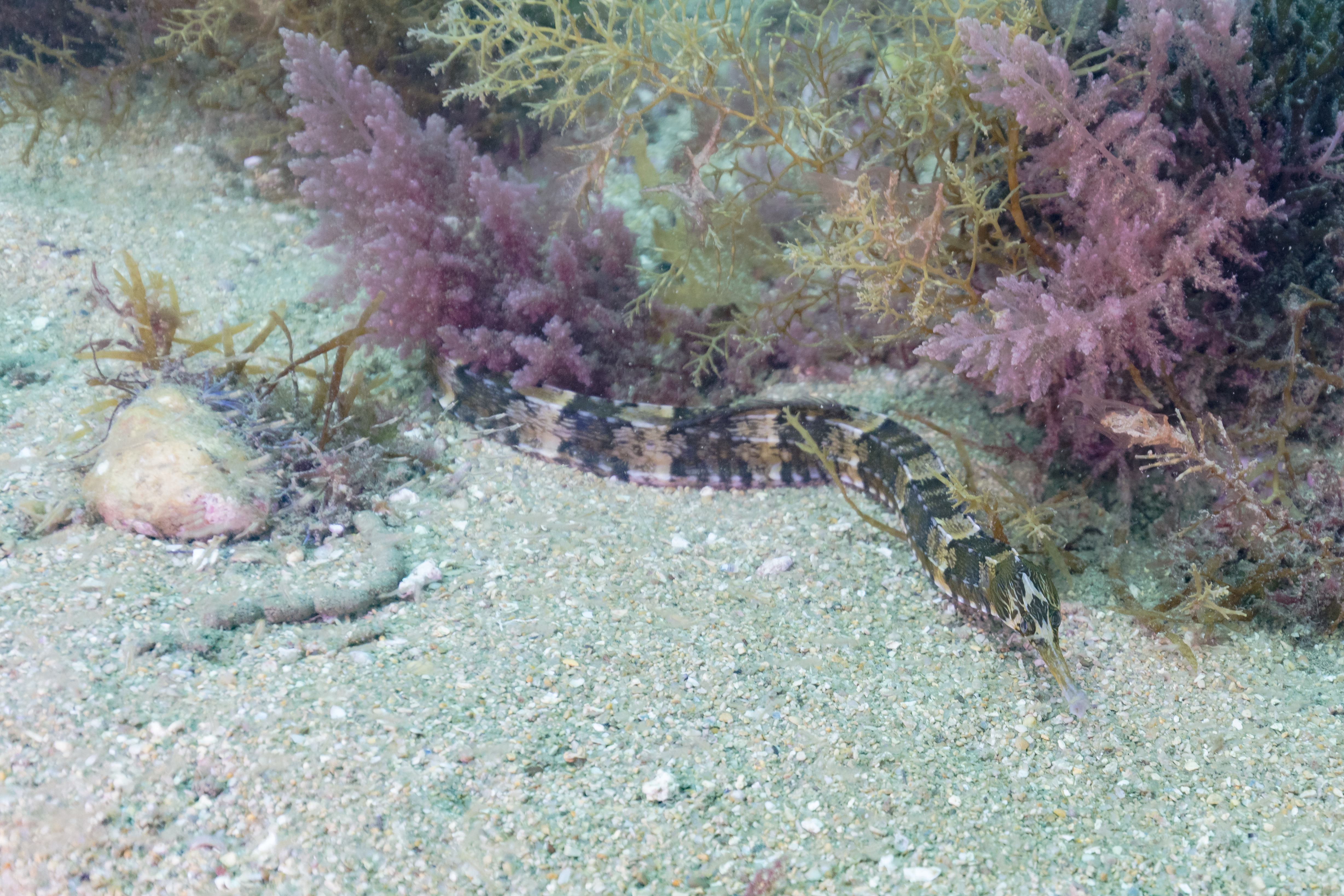